# 米耶希凱萊
米耶希凱萊是芬蘭的城鎮，位於該國東南部，由屈米區負責管轄，始建於1887年，面積440.35平方公里，2013年人口2,165，人口密度為每平方公里5.13人。

## 外部連結
- Municipality of Miehikkälä （页面存档备份，存于） – Official website （文）